# Quercus caduca
Quercus caduca är en bokväxtart som beskrevs av William Trelease. Quercus caduca ingår i släktet ekar, och familjen bokväxter. Inga underarter finns listade.